# Doug Woog
Douglas William „Doug“ Woog (* 26. Januar 1944 in South St. Paul, Minnesota; † 14. Dezember 2019) war ein US-amerikanischer Eishockeyspieler und -trainer. Er trainierte von 1985 bis 1999 die Universitätsmannschaft der University of Minnesota und wurde 2002 in die United States Hockey Hall of Fame aufgenommen.

## Karriere als Spieler
Woog wuchs in South St. Paul auf und spielte in seiner Jugendzeit Eishockey und Football. In seiner Eishockey-Mannschaft an der South St. Paul High School gehörte er zu den besten Spielern. Drei Jahre hintereinander wurde er ins All-State-Team gewählt. Bis zu seinem Abschluss im Jahre 1962 nahm er mit seiner Mannschaft an vier Minnesota State High School Hockey Tournaments teil. Anschließend begann er ein Studium an der University of Minnesota und spielte im Eishockeyteam der Golden Gophers. Bereits in seiner ersten Saison sammelte er in seinem Team die meisten Scorerpunkte und wurde All-American-Spieler. In seinem zweiten Jahr führte er die Golden Gophers als Mannschaftskapitän auf den zweiten Platz der Western Collegiate Hockey Association. Für die Golden Gophers schoss er in 80 Spielen 48 Tore und gab 53 Assists. 1967 erreichte er seinen Bachelorabschluss mit Auszeichnung. Anschließend folgte ein Masterstudium am College of St. Thomas.
1967 wurde er in die US-Nationalmannschaft berufen und nahm an der Weltmeisterschaft 1967 in Wien teil. Später beendete er seine Karriere als Spieler und arbeitete als Lehrer und Trainer an verschiedenen Highschools.

## Karriere als Trainer
1971 wurde Woog Trainer in der Midwest Junior Hockey League bei den St. Paul Vulcans und den Minnesota Junior Stars, mit denen er zwei Titel gewann. 1977 kehrte er als Eishockey-Cheftrainer an die South St. Paul High School zurück. Zwischendurch übernahm er unterschiedliche Aufgaben für den US-Eishockeyverband. So war er Assistenztrainer des Team USA bei den Olympischen Winterspielen 1984 in Sarajevo. 1985 wurde er Trainer der Golden Gophers. Unter seiner Führung gehörten sie zu den Spitzenmannschaften der Vereinigten Staaten. In den 14 Spielzeiten als Trainer gewannen die Gophers dreimal die Meisterschaft der WCHA und nahmen zwölfmal an den NCAA-Turnieren teil. Sechsmal standen sie im NCAA-Final-Four. Als Trainer wies Woog nach seinem Rücktritt 1999 die Bilanz von 389 Siegen bei 187 Niederlagen und 40 Unentschieden auf. Anschließend nahm er eine andere Tätigkeit an der Universität wahr und begann später als TV-Kommentator für Fox Sports North zu arbeiten.
Woog wurde 2000 in die University of Minnesota’s Athletic Hall of Fame und 2002 in die United States Hockey Hall of Fame aufgenommen. 2008 erhielt er den John MacInnes Award. Er war verheiratet und hatte drei Kinder.